# وی‌اف‌اس گلوبال
وی‌اف‌اس گلوبال (به انگلیسی: VFS Global) شرکتی است که در کشورهای مختلف دنیا بعضی از کارهای مربوط به سفارتخانه‌ها مثلاً جمع‌آوری مدارک مربوط به صدور گذرنامه یا روادید را انجام می‌دهد. این شرکت در سال ۲۰۰۱ در هند تأسیس شده‌است.
وی اف اس گلوبال فقط مجاز به ارائهٔ خدمات پشتیبانی اداری از جمله جمع‌آوری درخواست‌های ویزا و پس دادن پاسپورت‌ها در نامه‌های مهر و موم شده به متقاضیان بوده و تصمیم‌گیری در مورد صدور یا رد کردن ویزا و زمان پردازش یک درخواست ویزا توسط سفارتخانه‌ها انجام می‌شود. این شرکت نقش یا تأثیری در نتیجهٔ درخواست ویزا ندارد و هیچ گونه مشاوره و ارزیابی مربوط به ویزا به متقاضیان ارائه نمی‌دهد.